# 7 mars
7 mars är den 66:e dagen på året i den gregorianska kalendern (67:e under skottår). Det återstår 299 dagar av året.

## Återkommande bemärkelsedagar

### Helgondagar
- Perpetua och Felicitas (döda 203)

### Övrigt
- Punschrullens dag[1]

## Namnsdagar

### I den svenska almanackan
- Nuvarande – Camilla
- Föregående i bokstavsordning
  - Camilla – Namnet infördes 1986 på 20 oktober, men flyttades 2001 till dagens datum och har funnits där sedan dess.
  - Doris – Namnet infördes 1986 på 6 februari. 1993 flyttades det till dagens datum, men flyttades 2001 tillbaka till 6 februari.
  - Felicitas – Namnet fanns, tillsammans med Perpetua, till minne av en av två kristna martyrer Perpetua och Felicitas, tidvis på dagens datum före 1901. Då hade det dock redan utgått och ersatts av Thomas av Aquino. När Perpetua återinfördes följde Felicitas inte med, utan förblev utgånget.
  - Isidor – Namnet fanns före 1901 på 14 december. Detta år utgick det, men återinfördes 1986, denna gång på 19 december. 1993 flyttades det till dagens datum, men utgick återigen 2001.
  - Ottilia – Namnet fanns före 1721 på 12 december, men utgick sedan. 1901 infördes det på dagens datum, men flyttades 1993 till 9 april, där det har funnits sedan dess.
  - Perpetua – Namnet fanns, tillsammans med Felicitas, till minne av en av två kristna martyrer Perpetua och Felicitas, på dagens datum före 1901. Redan innan detta år utgick det, till förmån för Thomas av Aquino, men återinfördes så småningom på dagens datum. Det utgick slutgiltigt 1901.
  - Petra – Namnet infördes på dagens datum 1986, men flyttades 1993 till 9 juni och 2001 till 29 juni.
  - Petronella – Namnet fanns före 1901 på 31 maj, men utgick detta år. 1986 återinfördes det på dagens datum, men flyttades 1993 till 9 juni och 2001 tillbaka till 31 maj.
  - Thomas av Aquino – Namnet förekom, till minne av teologen med detta namn, som dog denna dag 1274, på dagens datum före 1901. Det ersatte tidvis Perpetua och Felicitas, men utgick, när Perpetua återinfördes.
- Föregående i kronologisk ordning
  - Före 1901 – Perpetua, Felicitas och Thomas av Aquino
  - 1901–1985 – Ottilia
  - 1986–1992 – Ottilia, Petra och Petronella
  - 1993–2000 – Isidor och Doris
  - Från 2001 – Camilla
- Källor
  - Brylla, Eva (red.): Namnlängdsboken, Norstedts ordbok, Stockholm, 2000. ISBN 91-7227-204-X
  - af Klintberg, Bengt: Namnen i almanackan, Norstedts ordbok, Stockholm, 2001. ISBN 91-7227-292-9

### Finlandssvenska almanackan
- Nuvarande från 1929[2] – Gudrun
- I föregående revideringar[a][3]
  - inga ändringar sedan 1929

## Händelser
- 1785 – Den svenska fregatten Sprengtporten anländer till ön Saint-Barthélemy i Västindien. Därmed tar Sverige officiellt ön i besittning, efter att kung Gustav III för Sveriges räkning har köpt den från Frankrike i juli året innan. Ön förblir sedan svensk koloni fram till 1878, då man säljer den tillbaka till Frankrike.
- 1876 – Alexander Graham Bells patentansökan för telefon, som han lämnade in den 14 februari, blir godkänd och därmed räknas Bell som telefonens uppfinnare. Uppfinnaren Elisha Gray lämnade också in en patentansökan på telefon den 14 februari, men då hans ansökan kom två timmar efter Bells blir den också behandlad efter hans och därmed går Gray miste om patentet.
- 1897 – Den 1889 bildade svenska roddföreningen Hammarby Roddförening ombildas och byter namn till Hammarby Idrottsförening, eftersom man sedan sommaren innan har börjat utöva fler sporter än just rodd.
- 1907 – St. John's College byter namn till Fordham University.
- 1931 – Riksdagshuset i Helsingfors, som började byggas 1926, invigs för att bli säte för den finländska riksdagen. Ända sedan dess första sammanträde 1907 har riksdagen fått hålla till i tillfälliga lokaler och man har hela tiden haft olika planer och funderingar på ett ordentligt riksdagshus. Även om lokalerna byggs ut 1978 och 2004 är huset än idag (2025) säte för riksdagen.
- 1932 – Häradshövdingen och politikern Hjalmar von Sydow, hans kokerska Karolina Herou och hembiträde Ebba Hamn, påträffas brutalt mördade i von Sydows bostad på Norr Mälarstrand 24 i Stockholm. När misstankarna faller på hans son Fredrik och dennes hustru Ingun svarar paret med att på restaurang Gillet i Uppsala, dit de har flytt, begå självmord, när polisen kommer för att hämta dem. Därmed uppgår antalet döda i vad som kommer att kallas von Sydowska morden till fem personer, men man lyckas aldrig fastställa något motiv för morden.
- 1936 – Efter första världskriget har det så kallade Rhenlandet i västra Tyskland (mellan floden Rhen och Tysklands gränser mot Nederländerna, Belgien, Luxemburg och Frankrike) stått under fransk och belgisk kontroll. I det så kallade Locarnofördraget 1925 har man dessutom beslutat att området inte får besättas av militär, för att det ska utgöra en fredlig buffertzon mellan Tyskland och Belgien-Frankrike. Denna dag låter den tyske rikskanslern Adolf Hitler utan förvarning besätta området med tyska trupper, vilket leder till protester från länderna runtomkring, men man genomför inga motåtgärder.
- 1965 – 600 människor deltar i protestmarschen mellan Selma och Montgomery i Alabama i USA till stöd för svartas demokratiska rättigheter. Polisen stoppar demonstrationen med våld och sjutton marschdeltagare får allvarliga skador.
- 2024 – Sverige ansluter sig formellt till försvarsalliansen Nato.

## Födda
- 189 – Geta, romersk kejsare från 209
- 1678 – Filippo Juvarra, italiensk arkitekt
- 1679 – Carl Gyllenborg, svensk greve, diplomat, ämbetsman, politiker och författare, Sveriges kanslipresident från 1739
- 1693 – Clemens XIII, född Carlo della Torre di Rezzonico, påve från 1758
- 1742 – Birgitte Cathrine Boye, dansk psalmförfattare
- 1765 – Nicéphore Niépce, fransk fotografipionjär
- 1770 – William Paulding, amerikansk advokat och politiker
- 1782 – Angelo Mai, italiensk kardinal och klassisk filolog
- 1792 – John Herschel, brittisk astronom
- 1807 – Andrew B. Moore, amerikansk politiker, guvernör i Alabama 1857–1861
- 1826 – Julia von Hausmann, tysk-baltisk lärare och psalmförfattare
- 1850 – Tomáš Garrigue Masaryk, österrikiskfödd, tjeckoslovakisk politiker, Tjeckoslovakiens president 1918–1935
- 1867 – Julius Wagner-Jauregg, österrikisk läkare, mottagare av Nobelpriset i fysiologi eller medicin 1927
- 1872 – Piet Mondrian, nederländsk konstnär
- 1873 – Alex Groesbeck, amerikansk republikansk politiker, guvernör i Michigan 1921–1927
- 1875 – Maurice Ravel, fransk pianist och kompositör
- 1879 – Rudolf Sahlberg, svensk kapellmästare, musikarrangör och kompositör
- 1883 – Harald Andersin, finländsk arkitekt
- 1902 – Otto Scheutz, svensk skådespelare, produktionsledare, och inspicient
- 1903 – J. Allen Frear, amerikansk demokratisk politiker, senator för Delaware 1949–1961
- 1904 – Reinhard Heydrich, tysk nazistisk politiker och SS-Obergruppenführer, ställföreträdande riksprotektor för Böhmen-Mähren 1940–1942, ordförande för Interpol 1941–1942
- 1908 – Anna Magnani, italiensk skådespelare
- 1914 – Stephen McNichols, amerikansk demokratisk politiker, guvernör i Colorado 1957–1963
- 1918 – Börje Leander, svensk fotbollsspelare, OS-guld 1948
- 1925 – Tom Dan-Bergman, svensk skådespelare och teaterregissör
- 1927 – Lars Elldin, svensk skådespelare
- 1929
  - Ernst Zimmermann, tysk ekonom, ordförande för fackföreningen Motoren- und Turbinen-Union
  - Göran O. Eriksson, svensk författare och regissör
  - Göte Fyhring, svensk skådespelare
- 1933 – Hannelore Kohl, tysk politikerhustru, gift med förbundskanslern Helmut Kohl
- 1934
  - Ekrem Bora, turkisk skådespelare
  - Dennis Dahlsten, svensk skådespelare
- 1938
  - David Baltimore, amerikansk mikrobiolog, mottagare av Nobelpriset i fysiologi eller medicin 1975
  - Albert Fert, fransk fysiker, mottagare av Nobelpriset i fysik 2007
  - Rolf Larsson, svensk skådespelare och regissör
- 1939 – Marianne von Baumgarten, svensk redaktör och journalist
- 1940
  - Rudi Dutschke, tysk studentledare
  - Daniel J. Travanti, amerikansk skådespelare
- 1943
  - Gunilla Söderström, svensk operasångare
  - Björn Wittenmark, svensk civilingenjör och professor
- 1944
  - Elton Gallegly, amerikansk republikansk politiker, kongressledamot 1987–2013
  - Michael Rosbash, amerikansk genetiker, mottagare av Nobelpriset i fysiologi eller medicin 2017
- 1956 – Brian Baird, amerikansk demokratisk politiker
- 1960 – Ivan Lendl, tjeckisk-amerikansk tennisspelare
- 1961 – Juan Vargas, amerikansk demokratisk politiker
- 1964 – Vladimir Smirnov, kazakisk längdskidåkare
- 1965
  - Cameron Daddo, australisk skådespelare
  - Jesper Parnevik, svensk golfspelare
- 1967 – Jean-Pierre Barda, svensk sångare i gruppen Army of Lovers
- 1968
  - Jason Altmire, amerikansk demokratisk politiker
  - Henrik Hjelt, svensk komiker
- 1970 – Petra Mede, svensk komiker
- 1974 – Jenna Fischer, amerikansk skådespelare
- 1976 – Hanna Halmeenpää, finländsk grön politiker
- 1977 – Paul Cattermole, brittisk musiker, medlem i gruppen S Club 7
- 1979 – Ricardo Rosselló, puertoricansk politiker
- 1980 – Laura Prepon, amerikansk skådespelare
- 1981 – Andreas Wilson, svensk skådespelare
- 1984 – Christian Hedlund, svensk röstartist och radioprogramledare
- 1988 – Emir Bajrami, svensk fotbollsspelare
- 1991
  - Casper Carning, svensk ishockeyspelare
  - Stacy Piagno, amerikansk basebollspelare

## Avlidna
- 322 f.Kr. – Aristoteles, 61, grekisk filosof och vetenskapsman
- 161 – Antoninus Pius, 74, romersk kejsare sedan 138
- 1274 – Thomas av Aquino, omkring 48, italiensk teolog, filosof och helgon
- 1724 – Innocentius XIII, 68, född Michael Angelo Conti, påve sedan 1721[4]
- 1768 – Carl Gustaf Löwenhielm, 67, svensk greve och justitiekansler, Sveriges kanslipresident sedan 1765
- 1809 – Johann Georg Albrechtsberger, 73, österrikisk kompositör
- 1836 – Alexandre Parent du Châtelet, 45, fransk läkare
- 1875 – John Edward Gray, 75, brittisk zoolog och filatelist
- 1879 – Carl Sandberg, 80, svensk arkivman och samlare av historiska handlingar
- 1899 – Johan Raattamaa, 87, tornedalsfinsk predikant, andlig ledare för laestadianerna sedan 1861
- 1931
  - Theo van Doesburg, 47, nederländsk målare, konstskribent och poet
  - Akseli Gallen-Kallela, 65, finländsk konstnär
- 1932
  - Hjalmar von Sydow, 69, svensk häradshövding och politiker (mördad)
  - Aristide Briand, 69, fransk politiker, Frankrikes konseljpresident 1909–1911, 1913, 1915–1917, 1921–1922, 1925–1926 och 1929, utrikesminister 1915–1917, 1921–1922, 1925–1926 och sedan 1926, mottagare av Nobels fredspris 1926
- 1939 – William P. Jackson, 70, amerikansk republikansk politiker, senator för Maryland 1912–1914
- 1941 – Günther Prien, 33, tysk marinofficer och ubåtskapten
- 1947
  - Theodor Hansén, 79, svensk lantbrukare och frisinnad politiker
  - Josef Meisinger, 47, tysk SS-officer och krigsförbrytare (avrättad)
- 1954 – Otto Diels, 78, tysk kemist, mottagare av Nobelpriset i kemi 1950
- 1956 – Gustaf Svensson i Tomelilla, 90, svensk veterinär och liberal politiker
- 1963 – Joachim Holst-Jensen, 82, norsk skådespelare
- 1965 – Louise Mountbatten, 75, tyskfödd prinsessa, Sveriges kronprinsessa 1923–1950 och drottning sedan 1950 (gift med Gustaf VI Adolf)
- 1976 – Tove Ditlevsen, 58, dansk poet och författare
- 1992 – Gunnar Sträng, 85, svensk socialdemokratisk politiker och statsråd, Sveriges finansminister 1955–1976
- 1994 – Lillebil Kjellén, 72, svensk skådespelare
- 1997 – Edward M. Purcell, 84, amerikansk fysiker, mottagare av Nobelpriset i fysik 1952
- 1999 – Stanley Kubrick, 70, amerikansk regissör
- 2000 – Edward H. Levi, 88, amerikansk jurist och politiker
- 2001 – Ove Tjernberg, 72, svensk skådespelare
- 2005 – Debra Hill, 54, amerikansk filmproducent och manusförfattare
- 2007 – Frigyes Hidas, 78, ungersk kompositör
- 2009 – Tullio Pinelli, 100, italiensk dramatiker och manusförfattare
- 2010
  - Richard Stites, 78, amerikansk historiker
  - Carl Johan Åberg, 79, svensk nationalekonom, politiker, ämbetsman och landshövding i Västmanlands län 1989–1990
- 2011 – Carl-Gustav Anderberg, 85, svensk idrottsledare, ordförande för Sveriges Olympiska Kommitté 1997–2000
- 2012
  - Cris Alexander, 92, amerikansk fotograf, formgivare, skådespelare, sångare och dansare
  - Hans Kneifel, 75, tysk författare
  - Włodzimierz Smolarek, 54, polsk fotbollsspelare
- 2013
  - Claude King, 90, amerikansk countrysångare och låtskrivare
  - Kenny Ball, 82, brittisk jazztrumpetare
- 2014 – Per Friberg, 93, svensk arkitekt
- 2015
  - Stig Fyring, 80, svensk marinmålare, krögare och illustratör
  - F. Ray Keyser, 87, amerikansk republikansk politiker, Vermonts guvernör 1961–1963
  - Yoshihiro Tatsumi, 79, japansk serietecknare
- 2018 – Charles Thone, 94, amerikansk republikansk politiker, guvernör i Nebraska 1979–1983
- 2019 – Ralph Hall, 95, amerikansk politiker